# Carlos Bielicki
Carlos Bielicki   (Uruguai, 15 de maig de 1940 - 9 de setembre de 2024) va ser un advocat i Mestre Internacional d'escacs argentí. A la llista de Elo de la FIDE d'octubre de 2008 hi tenia 2.365 punts.

## Biografia
L'any 1958 va guanyar el campionat juvenil de l'Argentina, de manera que va participar l'any següent, 1959, al Campionat mundial juvenil d'escacs a Münchenstein, on hi va aconseguir la victòria i la FIDE li va lliurar el títol de Mestre Internacional.
El 1960, va obtenir l'11a posició al torneig de Mar del Plata, (els guanyadors foren Borís Spasski i Bobby Fischer). El 1961, fou 7è a Mar del Plata, (el guanyador fou Miguel Najdorf). El 1961, empatà als llocs 3r a 5è al campionat de l'Argentina absolut (el campió fou Hector Rossetto).